# 바닐라 스카이
《바닐라 스카이》(영어: Vanilla Sky)는 미국에서 제작된 카메론 크로우 감독의 2001년 미스터리, 스릴러, SF, 멜로/로맨스, 드라마 영화이다. 톰 크루즈 등이 주연으로 출연하였고 톰 크루즈 등이 제작에 참여하였다. 알레한드로 아메나바르, 마테오 길 각본의 1997년의 스페인 영화 《오픈 유어 아이즈》의 영어 버전 리메이크 영화이다.
원작의 영화에서 출연했던 페넬로페 크루스는 리메이크작에서도 같은 역할로 다시 출연하였다. 이 영화는 "SF와 로맨스, 현실적인 뒤틀림의 특이한 조합물"이라는 묘사를 받는다.

## 줄거리
주인공 데이비드 에임스는 누군가를 살해한 죄로 가면을 쓴 채로 수감되어 있다. 무슨 일이 일어났는지를 묻는 심리학자 매케이브 박사의 물음에 데이비드는 자신의 이야기를 회상한다.
데이비드는 아버지가 일찍 죽고 거대 출판사를 물려 받은 재벌 2세다. 남다른 매력과 재력으로 여러 여자를 만나지만 모두 섹스 파트너에 지나지 않는다. 그런 여성의 한 명인 줄리와의 하룻밤을 보내고 난 다음날, 데이비드는 파티장에서 절친 브라이언의 여자친구 소피아를 보고 한눈에 반한다. 그날 밤 데이비드는 소피아의 집에 찾아가 사랑을 나눈다.
다음날 집을 나선 데이비드에게 줄리가 찾아온다. 줄리는 데이비드를 차로 태워다 주면서, 소피아에 대한 질투를 드러내며 난폭운전을 한다. 차는 그만 다리 밑으로  추락해버리고, 이 사고로 줄리는 죽게 되며, 데이비드의 얼굴은 심각하게 망가져 버린다. 특수제작된 가면을 쓰고 지내게 된 데이비드는 큰 상심에 빠져 한동안 두문불출하다가, 브라이언의 설득으로 클럽에서 소피아를 만난다. 그러나 데이비드는 술에 취해 두 사람에게 폭언을 퍼붓고 거리에 홀로 남겨진다.
다음날 아침 소피아가 되돌아와 데이비드를 깨우고 지난 일에 사과한다. 그 후 소피아의 위로 덕분에 데이비드는 희망을 되찾는다. 마침 의사들이 데이비드의 얼굴을 고치는 데 성공하고, 두 사람은 행복한 나날을 보낸다. 그런데 데이비드의 예전 얼굴이 보이는 환상이 일어난다. 그리고 수수께끼의 남자가 등장하여, 데이비드가 세상을 마음대로 조종할 수 있다고 알려준다. 어느 날 데이비드의 눈에 소피아가 줄리로 바뀌어 보이기 시작하고, 데이비드는 경악하여 그만 그녀를 질식시켜 죽이고 만다. 데이비드가 수감된 경위가 이것이었다.
매케이브 박사는 데이비드로부터 엘리(L. E.)라는 이름을 이끌어 내고, 그것이 생명 연장(Life Extension)이라는 회사임을 알아낸다. 박사와 데이비드는 그곳으로 가서 대표인 디어본을 만난다. 생명 연장사는 불치병에 걸린 사람에게 치료법이 발견될 때까지 냉동 수면 상태로 만든다. 그리고 그동안 정신을 안정시키기 위해 자각몽으로 불리는 가상현실에서 살게 하는 것이었다.
자신이 자각몽 상태에 있음을 알게 된 데이비드는 '기술지원팀'을 외치며 방을 박차고 나간다. 건물 로비에 도착하니 세상이 텅 비어 있고, 일전에 마주쳤던 수수께끼의 남자가 나타나 데이비드를 옥상으로 데려간다. 남자는 자신을 기술팀의 벤투라라고 소개하고, 데이비드가 150년째 잠들어 있는 상태라는 진실을 알려준다. 실제 데이비드의 삶은 소피아와 다시 만나지 못하고 회사에서는 퇴출되었으며, 얼굴을 고치기 위해 생명 연장사에 몸을 맡긴 것이었다. 데이비드는 모네의 그림 '아르장퇴유의 센강' 속 바닐라빛 하늘을 이미지화하고 그 자신의 성장 배경과 소피아와의 관계를 바탕으로 자각몽을 만들었다. 그러나 그의 무의식이 줄리와 매케이브 박사와 같은 존재를 만들어 꿈에서 깨어나게 하였다.
바닐라빛 하늘의 옥상에서 벤투라는 데이비드에게 꿈 속에서 계속 살거나, 혹은 옥상에서 뛰어내림으로써 꿈에서 깨어나거나의 두 가지 선택지를 제시한다. 데이비드는 현실에서 죽고 없을 소피아에게 작별을 고하고 뛰어내린다. 그리고 '눈을 떠'라고 하는 여성의 목소리에 데이비드는 눈을 뜬다.

## 출연
- 톰 크루즈/보비 월시(아역) - 데이비드 에임스
- 페넬로페 크루스 - 소피아 세라노
- 캐머런 디애즈 - 줄리아나 "줄리" 지아니
- 커트 러셀 - 커티스 매케이브 박사
- 제이슨 리 - 브라이언 셸비
- 노아 테일러 - 에드먼드 벤투라
- 티머시 스폴 - 토머스 "토미" 팁
- 틸다 스윈턴 - 리베카 디어본
- 마이클 섀넌 - 에런
- 켄 렁 - 아트 에디터
- 샬롬 할로 - 콜린
- 우나 하트 - 리넷
- 이바나 밀리체비치 - 에마
- 조니 갈레키 - 피터 브라운
- 로라 프레이저 - 미래
- 얼리샤 윗 - 리비
- 아만드 슐츠 - 포머랜츠 박사
- 코넌 오브라이언 - 본인
- 토미 리 - 자동차 판매상
- 스티븐 스필버그 - 파티 손님(카메오)

## 기타
- 공동제작: 도널드 J. 리 주니어
- 미술: 캐서린 하드윅
- 의상: 벳시 헤이만

## 한국어 더빙 성우진(MBC)
- 안지환 - 데이비드(톰 크루즈)
- 박소라 - 소피아(페넬로페 크루즈)
- 박선영 - 줄리아(카메론 디아즈)
- 박조호 - 맥케이브(커트 러셀)
- 김태훈 - 토미(티머시 스폴)
- 김명수 - TV 방송 전문가(제프 웨이스)
- 최성우 - 레베카(틸다 스윈턴)
- 김호성 - 의사(노아 테일러)
- 송준석 - 의사(아만드 슐츠)
- 이상훈 - 강아지의 주인(제임스 머터프)
- 최한 - 브라이언(제이슨 리)
- 문남숙 - 엠마(이바나 밀리체비치)
- 박신희 - 데이빗의 비서(델레이나 미첼)
- 방성준 - TV 방송 진행자(마크 핀터)
- 이원찬 - 의사(카메론 왓슨)
- 정재헌 - 경찰(마이클 섀넌)
- 한경화 - 립비(얼리샤 윗)